# Quercus tonduzii
Quercus tonduzii är en bokväxtart som beskrevs av Karl Otto von Seemen. Quercus tonduzii ingår i släktet ekar, och familjen bokväxter. IUCN kategoriserar arten globalt som otillräckligt studerad. Inga underarter finns listade i Catalogue of Life.